# Île Forget
Pour les articles homonymes, voir Forget.
L'île Forget est une île sur la Loire, en France.
L'île est situé près de la rive gauche du fleuve, sur le territoire de la commune de Saint-Sébastien-sur-Loire. Elle mesure 850 m de long sur 300 m de large, pour une superficie de 18 ha.
L'île est reliée par des ponts à la rive gauche du fleuve et à l'île Pinette, légèrement en amont. Elle est également traversée par les ponts de la Vendée.
Des aires de jeu sont aménagées sur l'île.